# 国際復興支援プラットフォーム
国際復興支援プラットフォーム（こくさいふっこうしえんプラットフォーム、 International Recovery Platform）は、2005年1月に兵庫県神戸市で開かれた国連防災世界会議で、被災地の復興を国際的に支援するため、新たな拠点をつくることが決議され、これを受けて同年5月、神戸市に設置された。国際防災復興協力機構とも呼ばれる。略称はIRP。

## 概要

### 設立の背景
設立前の状況は、災害被災地の災害直後の対応には国際的な支援態勢が整備されつつあるのに比して、復旧・復興段階では、複数の国際機関による支援の足並みが揃わず、復興活動の重複や復興過程でのリスクが十分に軽減されない要因となっていた。そのような状況に鑑み、2005年1月に開かれた国連防災世界会議でまとまったものが兵庫行動枠組(HFA)である。
IRPは、この兵庫行動枠組を推進するために2005年5月、神戸市に設立された。

### 目標
- 被災後の復興過程にリスク軽減の視点を組み込むといった戦略的目標を実践する。
- 被災後の復興のためのネットワークと枠組を構築する。
- 復興面での教訓の発信や、復興に向けた共通手法や仕組みを開発する。
- 被災後の復興計画・構想策定に助言や支援を行う。
- より長期の開発計画と確実に連携しながら、各国の災害対応力を高める。
- 災害多発国が相互で南南協力を促進し、それらの国々のノウハウを収集し活用する。

### 役割
1. 知識の集積・発信
主導機関：UN/ISDR、ADRC、UNDP
2. 復興に関する人材育成
主導機関：ILO、UNDP
3. 大規模災害後の復興支援
主導機関：UNDP、ILO、WB

## 主要構成機関
- アジア防災センター(ADRC)
- 兵庫県
- 国際赤十字赤新月社連盟(IFRC)
- 国際労働機関(ILO)
- イタリア共和国外務省
- 日本国内閣府
- スイス連邦開発協力庁(SDC)
- 国連開発計画(UNDP)
- 国連人間居住計画(UN-HABITAT)
- 国連国際防災戦略事務局(UN/ISDR)
- 国連人道問題調整事務所(UN/OCHA)
- 世界銀行(WB)

## 活動状況
2005年5月11-13日、国際防災復興協力セミナー（5月12日：第1回国際復興協力シンポジウム）
2005年5月24-26日、第11回ISDR評議委員会参加（国連欧州本部）
2005年10月24-27日、パキスタン地震早期復興ニーズアセスメントミッション参加
2005年11月22-24日、第12回ISDR評議委員会参加（国連欧州本部）
2006年1月19日、第2回国際防災復興協力シンポジウム
2006年1月30-31日、災害復興のための被害とニーズの評価に関する専門家会合（ローマ）
2006年5月30日、第3回国際防災復興協力シンポジウム
2006年11月20-22日、第1回IRP研修（トリノ）
2007年1月15-16日、国際津波・地震フォーラム（1月15日：第4回国際復興協力シンポジウム）
2007年6月6日、減災のためのグローバル・プラットフォームにおけるIRPサイドイベント（ジュネーヴ）
2007年9月26-27日、ハイ・リスク国における災害ニーズ評価と復興計画の枠組構築のためのワークショップ（ワシントンD.C.）
2007年11月6日、南アジア地域防災協力に関する日本-SAARCワークショップ（ニューデリー）
2007年11月7日、アジア地域復興フォーラム（ニューデリー）